# Dermot Nally
Dermot Nally, né le 5 octobre 1980 à Cork, est un coureur cycliste irlandais. Il est professionnel en 2003 et 2004 dans l'équipe Costa de Almería.

## Palmarès
- 1998
  - 2e du championnat d'Irlande sur route juniors
- 2002
  -  Champion d'Irlande sur route espoirs
  - 2e étape du Tour des Abruzzes
  - Coppa Penna
- 2004
  - 3e étape de la FBD Insurance Rás
- 2005
  - 2e de la Ronde du Maestrazgo

## Classements mondiaux
| Année           | 2005 |
| --------------- | ---- |
| UCI Europe Tour | 632e |